# Sirohi Point
Il Sirohi Point è una punta rocciosa dell'Antartide, situata lungo il fianco settentrionale della parte terminale del Ghiacciaio Alice dove questo entra nel Ghiacciaio Beardmore, che fa parte della catena montuosa dei Monti della Regina Alessandra, nella Dipendenza di Ross.
La denominazione è stata assegnata dal Comitato consultivo dei nomi antartici (US-ACAN) in onore di Giri Raj Singh Sirohi, biologo dell'United States Antarctic Research Program (USARP) presso la Stazione McMurdo nel 1960-61.